# Richard Meier (Jurist)
Richard Meier (* 6. Januar 1928 in München; † 19. Juni 2015 in Kaufbeuren) war ein deutscher Jurist und vom 16. September 1975 bis zum 26. April 1983 Präsident des Bundesamts für Verfassungsschutz.
Nach dem Studium der Rechtswissenschaft von 1947 bis 1954 inklusive der Promotion begann Meier seine berufliche Karriere 1954 als Staatsanwalt in Wuppertal; er wurde 1957 als Beamter in das Bundesamt für Verfassungsschutz versetzt. Dort stieg er im Februar 1964 zum Leiter der Abteilung IV (Spionageabwehr) auf. Nachdem er diese Funktion bis April 1970 ausgeübt hatte, wechselte er zum Bundesnachrichtendienst, wo er unter dem Decknamen Manthey die Abteilung I (Beschaffung) leitete. Im Silberstein-Gutachten von 1964 zur Untersuchung der Telefonabhöraffäre wurde er als einziger kompetenter und nicht belasteter leitender Mitarbeiter des BfV genannt.
Im September 1975 wurde er zum Präsidenten des Bundesamts für Verfassungsschutz ernannt. In seine Amtszeit fiel mit dem Deutschen Herbst der Höhepunkt des RAF-Terrors: Die Entführung und Ermordung Hanns Martin Schleyers, die Entführung des Lufthansa-Flugzeugs Landshut und die Suizide von inhaftierten RAF-Mitgliedern.
Kurz nach dem Regierungswechsel im Oktober 1982 wurde Meier vom neuen Bundesinnenminister Friedrich Zimmermann (CSU) am 22. April 1983 in den einstweiligen Ruhestand versetzt. Die vorzeitige Pensionierung wurde mit den gesundheitlichen Folgen eines von Meier verschuldeten Autounfalls begründet, bei dem er selbst schwer verletzt (neben Gesichtsverletzungen und Knochenbrüchen hatte er eine Gehirnquetschung und eine Gehirnprellung erlitten) und seine Lebensgefährtin getötet wurde. Die Pensionierung sorgte für Verstimmung beim Koalitionspartner FDP, der das Innenressort vor der Bonner Wende geführt hatte.
Meiers Nachfolger wurde der damals 45-jährige Heribert Hellenbroich.

## Veröffentlichungen
- Geheimdienst ohne Maske. Der ehemalige Präsident des Bundesverfassungsschutzes über Agenten, Spione und einen gewissen Herrn Wolf. Bastei-Lübbe, Bergisch Gladbach 1992, ISBN 978-3-7857-0663-3.